# Panschwitz-Kuckau
Panschwitz-Kuckau (hornolužickosrbsky Pančicy-Kukow) je obec v německé spolkové zemi Sasko. Nachází se v zemském okrese Budyšín a má přibližně 2 100 obyvatel. Obec leží v Horní Lužici a je jedním ze středisek hornolužické kultury a národního života.

## Geografie
Obec se rozkládá v nadmořské výšce od 165 do 185 m. Skrze Panschwitz-Kuckau protéká říčka Klášterní voda, vedlejší přítok říčky Černý Halštrov. Jihozápadním okrajem obce prochází spolková dálnice A4. Nejbližší železniční zastávka se nachází v Bischofswerdě.

## Správní členění
Obec Panschwitz-Kuckau vznikla roku 1957 sloučením do té doby samostatných obcí Panschwitz a Kuckau. Dělí se na 13 místních částí (v závorce je uveden hornolužický název, počet obyvatel je k roku 2011).
- Alte Ziegelscheune (Stara Cyhelnica), 51 obyvatel
- Cannewitz (Kanecy), 59 obyvatel
- Glaubnitz (Hłupońca), 26 obyvatel
- Jauer (Jawora), 124 obyvatel
- Kaschwitz (Kašecy), 106 obyvatel
- Lehndorf (Lejno), 109 obyvatel
- Neustädtel (Nowe Městačko), 10 obyvatel
- Ostro (Wotrow), 275 obyvatel
- Panschwitz-Kuckau (Pančicy-Kukow), 1 099 obyvatel
- Säuritz (Žuricy), 104 obyvatel
- Schweinerden (Swinjarnja), 78 obyvatel
- Siebitz (Zejicy), 40 obyvatel
- Tschaschwitz (Časecy), 28 obyvatel

## Pamětihodnosti
- cisterciácký klášter Marienstern

## Osobnosti
- Jakub Bart-Ćišinski (1856–1909) – lužickosrbský básník, dramatik, prozaik a katolický kněz narozený v Kuckau
- Mikławš Andricki (1871–1908) – lužickosrbský spisovatel narozený v Panschwitz
- Alexander Reiner (1885–1960) – zubař, důstojník SS
- Stanisław Tilich (* 1959) – bývalý saský předseda vlády žijící v Panschwitz-Kuckau
- Bogna Korjeńkowa (* 1965) – lužickosrbská televizní moderátorka žijící v Panschwitz-Kuckau